# San Joaquin (volcà)
San Joaquin, també conegut com a Pico Biao o Pico de Moka és un volcà en escut basàltic cobert de bosc que es troba al sud-est de l'illa de Bioko, a la Guinea Equatorial. El seu cim s'eleva fins als 2.009 msnm i conté una petita caldera que acull un llac de cràter. Es coneix poca cosa de la història geològica d'aquest volcà, però és considerat com a actiu en els darrers 2000 anys per la International Association of Volcanology and Chemistry of the Earth's Interiore.